# Blandine Rinkel
Blandine Rinkel (ou Maëva Rinkel), née le 29 mars 1991 à Rezé en Loire-Atlantique, est une journaliste, musicienne et écrivaine française.

## Biographie

### Enfance et formation
Maëva Rinkel naît le 29 mars 1991 à Rezé en Loire-Atlantique. Elle choisit de se faire appeler par son deuxième prénom, Blandine,,. Elle s'en explique dans une interview au journal Le Monde en 2017 : « J'ai changé après un cours de philosophie sur le déterminisme. Blandine, c'est mon second prénom, celui que ma mère, Janine Milin, originaire de Lanrivoaré avait choisi. Maëva, c'était mon père. ». 
Elle obtient son bac de français avec la note de 20⁄20 au lycée Notre-Dame de Rezé en 2008. En 2009, elle emménage à Paris. En 2011, elle se consacre à l'écriture et s'installe à Londres pour un an. En 2015, elle obtient un master en littérature de l'École des hautes études en sciences sociales (EHESS) de Paris.  

### Carrière

#### Littérature

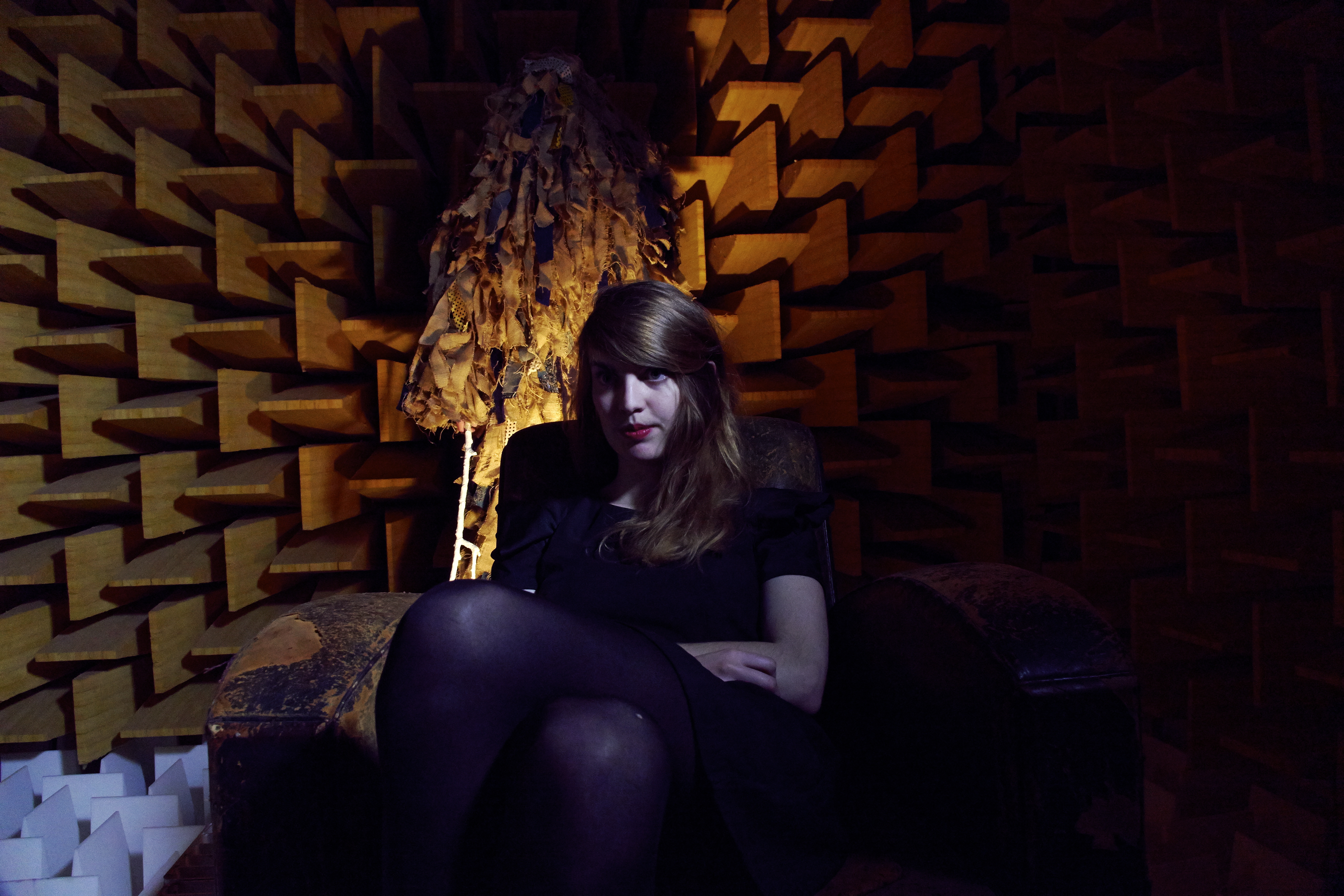
Blandine Rinkel et le gardien de l'inconscient, sur le tournage dExpérience Intègre, film de Gurwann Tran Van Gie en 2014.

Son premier ouvrage, L'Abandon des prétentions, est édité en 2017. S'inspirant de sa mère, l'autrice réalise, en soixante-cinq courts chapitres, un portrait de Jeanine, retraitée de l'Éducation nationale, qui habite un pavillon à Rézé, et qui accueille inconditionnellement des réfugiés, gens de passage ou immigrés,. Pour ce projet autobiographique, Blandine Rinkel est sélectionnée pour le prix Goncourt du premier roman. Celui-ci sera finalement décerné à Maryam Madjidi pour Marx et la Poupée.  
Son deuxième ouvrage, Le nom secret des choses, paraît en 2019. Ce roman d'apprentissage raconte l'histoire d'une jeune fille de dix-huit ans, issue de la classe moyenne, qui quitte son foyer pour vivre à Paris, au milieu de la classe bourgeoise qu'elle juge supérieure. C'est également l'histoire d'une amitié déroutante et d'une quête d'identité. 
Son troisième roman, Vers la violence, publié en 2022, est finaliste des prix du Livre Inter, du prix Blù, du prix Landerneau. Il remporte le premier prix Méduse ainsi que le grand prix des lectrices de ELLE 2023,. Le livre dresse le portrait d'un père aimant mais violent et vivant dans le mensonge, raconté par sa fille, la narratrice.
En 2023, Blandine Rinkel rédige plusieurs textes courts. A-t-on encore le droit de changer d'avis ?, est un court essai destiné aux 15-25 ans. Un autre texte court, Les abus gris, est un récit biographique sur une expérience de séances photographiques. Elle publie également une nouvelle, Nos ombres ou elle raconte le décès accidentel de l'une de ses amies alors qu'elle avait treize ans.

#### Journalisme
Blandine Rinkel écrit pour la radio, Internet ou la presse, dans Médiapart, Le Un, Le Matricule des anges, Citizen K, Inferno, Gonzaï, ou pour France Inter. Elle écrit également des articles pour RTBF,.
En janvier 2024, elle rejoint la nouvelle équipe du Masque et la Plume, nouvelle formule, animée par Rebecca Manzoni sur France Inter. Elle quitte l’émission en juillet 2025, pour « [s]e consacrer entièrement à [s]on activité d’autrice ».

#### Arts scéniques
En 2013, Blandine Rinkel joue dans L'Année bisexuelle, émission proposée et présentée par Bertrand Burgalat et Benoît Forgeard le 31 janvier 2013. Retransmis sur la chaîne Paris Première, ce spectacle musical mêlant humour, onirisme, comédie et métaphysique se présente comme le véritable réveillon de la nouvelle année. Blandine Rinkel y incarne l'année 2012 et l'année 2019.

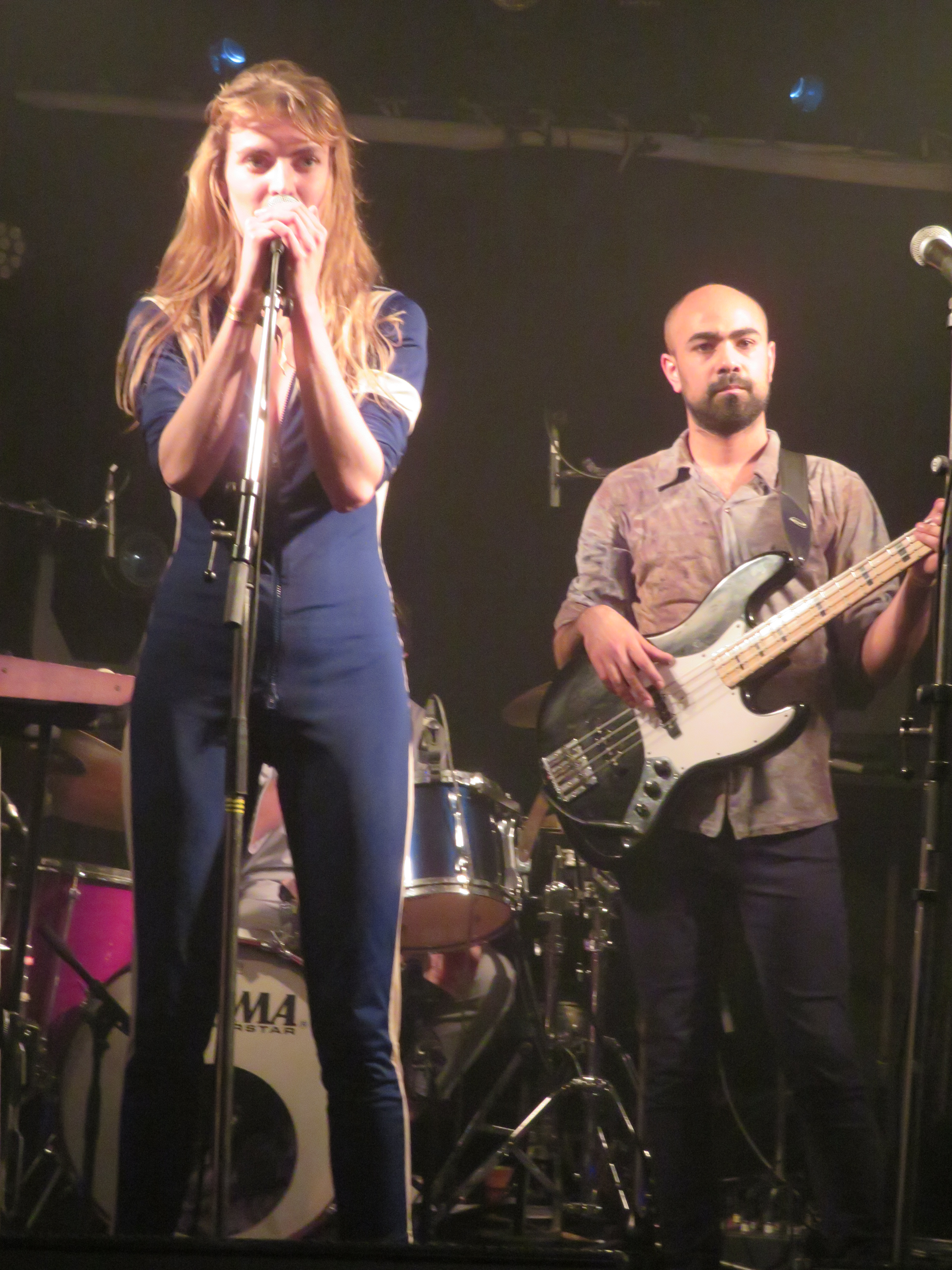
Blandine Rinkel, en concert avec son groupe Catastrophe, à Amiens, le 02 05 2018.

En 2014, elle participe, sous hypnose, au tournage d'Expérience intègre, réalisé par l'hypnologue et comédien Gurwann Tran Van Gie. Le film est présenté au festival de l'image en mouvement Hors Pistes, organisé par le Centre national d'art et de culture Georges-Pompidou.
Musicienne et danseuse, Blandine Rinkel co-fonde en 2016 avec Pierre Jouan puis Arthur Navellou, Carol Teillard d’Eyry, Bastien Bonnefont et Pablo Brunaud le groupe « Catastrophe »,. La partie musicale est publiée chez Tricatel, le label de Bertrand Burgalat, et son versant littéraire aux éditions Pauvert. Depuis sa création, le groupe cumule plus de 200 dates de concerts et deux albums. Le magazine L'Obs qualifie les artistes « d'épicuriens de la collapsologie ».
En 2021, Blandine Rinkel écrit Notes bleues, un monologue incarné par Isabelle Carré pour Paris des femmes, au théâtre de la Pépinière. Elle écrit également le scénario d'un épisode de la série H24 sur Arte, avec Florence Loiret Caille. La même année, elle organise une nuit de performances à la Fondation Pernod.
En 2022, elle écrit avec Pierō, Les amitiés furtives, comédie musicale interprétée en direct sur France Musique pour l'émission 42ème rue. November Ultra, Pi Ja Ma et Arthur Navellou en sont les interprètes.
En 2023, elle propose, sur scène, une adaptation de son troisième roman Vers la violence. Cette même année Blandine Rinkel présente au Festival d’Avignon une fable, L’entente, accompagnée sur scène du danseur Clément Gyselinck et de l'auteur-compositeur-interprète Superpoze. Elle est à la fois autrice, metteure en scène et comédienne. 

## Publications

### Romans
- 2017 : L'Abandon des prétentions, 248 p, Fayard  (ISBN 978-2-213-70190-5) ;
- 2019 : Le Nom secret des choses, 304 p, Fayard  (ISBN 978-2-213-71470-7) ;
- 2022 : Vers la violence, 378 p, Fayard  (ISBN 9782213722122).

### Essais
- 2021 : Tout tremble, 144 p, Presses Universitaires de France  (ISBN 978-2-13-082780-1) ;
- 2023 : A-t-on encore le droit de changer d'avis ?, 32 p, La Martinière  (ISBN 979-10-401-1303-4) ;
- 2025 : La faille, 239 p, Stock  (ISBN 978-2-234-09764-3).

### Participations
- 2016 : Collectif, sous la direction de Michka Assayas, Nouvelles Nouvelles d’Azerbaïdjan, éd. Intervalles, recueil de nouvelles ;
- 2017 : Catastrophe (nom du collectif), sous la direction de Blandine Rinkel et Pierre Jouan, La nuit est encore jeune, éd. Pauvert[30],  essai du groupe « Catastrophe ». Avec Victor Pouchet, organisation de la Nuit de la Disparition [31] à la Bibliothèque François Mitterrand ;
- 2020 : Collectif, Les désirs comme désordres, éd. Pauvert  (ISBN 978-2-7202-1567-4).

## Filmographie
- 2013 : L'année bisexuelle de Benoît Forgeard : L'année 2012 / L'année 2019 (télévision) ;
- 2014 : Expérience Intègre de Gurwann Tran Van Gie, Centre Georges Pompidou (documentaire) ;
- 2015 : Silence du léopard de Viken Armenian : Sophie (court métrage).

## Prix et distinctions
- 2017 : sélection pour le Prix Goncourt du premier roman pour L'Abandon des prétentions[7] ; finaliste du premier Prix Blù Jean-Marc Roberts ;
- 2017 : lauréate de la Bourse de la découverte de Monaco pour L'Abandon des prétentions[32] ;
- 2018 : sélectionnée pour prix littéraire des lycéens et apprentis des Pays de La Loire pour L'Abandon des prétentions[33] ;
- 2022 : prix Méduse pour son roman Vers la violence[34] ;
- 2023 : Grand prix des lectrices de Elle pour Vers la violence[35].